# Ricardo Viveiros
Ricardo Viveiros é um jornalista brasileiro. Atuou em importantes diários, revistas, emissoras de rádio e de televisão, no pais e no exterior. Foi repórter, editor, diretor de redação, âncora, comentarista político e econômico, articulista e correspondente em quatro guerras civis.

## Biografia
Ricardo Viveiros é jornalista e escritor com passagem por importantes diários (O Fluminense, Tribuna da Imprensa, Jornal do Brasil, Última Hora, Diário de São Paulo, Jornal da Tarde, Diário do Comércio e Folha de S. Paulo), revistas (O Cruzeiro, Vero, WTC News, Revista da Indústria, Abigraf), emissoras de rádio (Nacional, Tupi, CBN, Jovem Pan e Bandeirantes) e de TV (Tupi, Excelsior, Record, Bandeirantes e Globo).
Foi repórter, editor, diretor de redação, âncora, comentarista político e econômico, articulista e correspondente internacional, tendo participado de quatro guerras civis em coberturas jornalísticas.
É autor de 50 livros em diferentes gêneros, teve obras traduzidas para outros idiomas. Lecionou por 25 anos para cursos superiores de graduação e MBA em Comunicação. Prefaciou inúmeros livros. Profere palestras no Brasil e no exterior. Atuou e segue atuando em diversas ongs, notadamente em defesa da educação, cultura e meio ambiente.
Recebeu alguns prêmios e títulos nacionais e internacionais, entre os quais: a medalha da Organização das Nações Unidas (ONU); o “Prêmio Esso de Jornalismo” (em equipe); “Comunicador Empresarial do Ano” da Associação Brasileira de Comunicação Empresarial-Aberje; “Benjamin Hurtado Echeverria” como "Homem do Ano da Comunicação Impressa na América Latina”; o Título de “Cidadão Paulistano” pela Câmara Municipal de São Paulo; o "Colar do Centenário” do Instituto Histórico e Geográfico de São Paulo (IHGSP); e a medalha da "Resistência Cidadã” da Associação de Antigos Alunos e Amigos da Faculdade Nacional de Direito da Universidade Federal do Rio de Janeiro (Alumni-FND-UFRJ), da Faculdade Nacional de Direito da Universidade Federal do Rio de Janeiro (FND-UFRJ), da Fundação Oscar Araripe e do Centro Acadêmico Cândido de Oliveira da Faculdade Nacional de Direito de Direito da Universidade Federal do Rio de Janeiro (CACO-FND-UFRJ).